# Liste du patrimoine immobilier de Laval (Québec)
Cette liste recense les biens du patrimoine immobilier de Laval inscrits au répertoire du patrimoine culturel du Québec.  

## Liste
| Bien patrimonial                 | Illustration | Adresse                            | Coordonnées                         | No     | Constr.              | Catégorie                                                | Rec.      | Notes |
| -------------------------------- | ------------ | ---------------------------------- | ----------------------------------- | ------ | -------------------- | -------------------------------------------------------- | --------- | ----- |
| Église de Sainte-Rose-de-Lima    | (Canada).    | Boulevard Sainte-Rose              | 45° 36′ 51″ nord, 73° 47′ 14″ ouest | 92909  | 1856                 | Immeuble patrimonial classé Immeuble patrimonial reconnu | 2012 1974 |       |
| Église Saint-Maurice-de-Duvernay | (Canada).    | 1961, rue d'Ivry                   | 45° 34′ 43″ nord, 73° 40′ 28″ ouest | 166091 | 1961 à 1962          | Immeuble patrimonial classé                              | 2024      |       |
| Maison André-Benjamin-Papineau   | (Canada).    | 5475, boulevard Saint-Martin Ouest | 45° 32′ 26″ nord, 73° 47′ 30″ ouest | 92725  | 1820                 | Immeuble patrimonial classé Aire de protection délimitée | 1974 1975 |       |
| Maison Charbonneau               | (Canada).    | 8740, boulevard des Mille-Îles     | 45° 41′ 35″ nord, 73° 34′ 45″ ouest | 92422  | 1736 (vers)          | Immeuble patrimonial classé Aire de protection délimitée | 1977 1979 |       |
| Maison Joseph-Labelle            | (Canada).    | 570, boulevard des Mille-Îles      | 45° 39′ 46″ nord, 73° 44′ 25″ ouest | 92421  | 1735 et 1743 (entre) | Immeuble patrimonial classé Aire de protection délimitée | 1975 1979 |       |
| Maison Pierre-Paré               | (Canada).    | 4730, rang du Haut-Saint-François  | 45° 38′ 13″ nord, 73° 40′ 12″ ouest | 92921  | 1800 et 1850 (entre) | Immeuble patrimonial classé Immeuble patrimonial reconnu | 2012 1976 |       |
| Maison Therrien                  | (Canada).    | 9770, boulevard des Mille-Îles     | 45° 41′ 56″ nord, 73° 33′ 28″ ouest | 92423  | 1722 (vers)          | Immeuble patrimonial classé Aire de protection délimitée | 1974 1975 |       |